# Andreas Aurifaber
Andreas Aurifaber (também: Goldschmidt; Breslávia, 1514 – Königsberg, 12 de dezembro de 1559) foi um médico alemão de alguma reputação, que através de sua influência com Alberto de Brandemburgo, último grão-mestre dos Cavaleiros Teutônicos, e primeiro duque protestante da Prússia, tornou-se uma figura de destaque na controvérsia associada a Andreas Osiander, com cuja filha se casou.

## Biografia
Aurifaber nasceu em Breslávia; Johannes Aurifaber foi seu irmão mais novo. Estudou na Universidade de Wittenberg, em 1527, e lá ficou amigo de Filipe Melâncton. Em 1529, se tornou reitor da escola de latim em Danzig, e dois anos depois aceitou um cargo semelhante em Elbing.
O patrocínio do duque Alberto da Prússia lhe permitiu prosseguir no estudo da Medicina em Wittenberg e em Pádua, na Itália, e depois de 1545, era o médico do duque e professor de Física e Medicina na recém-criada Universidade de Königsberg. Lá, escreveu uma série de tratados sobre a física e a fisiologia.
Em 1550, se casou com uma filha de Andreas Osiander, e ficou envolvido na amarga controvérsia despertada pela opinião deste último sobre a justificação e a graça. Após a morte de Osiander, em 1552, Aurifaber, que no ano anterior foi nomeado reitor da universidade, tornou-se o líder da facção osiandrina e fez uso de seu cargo e sua influência sobre o duque para esmagar a facção rival na Prússia, orientando seus adeptos a partir da universidade em 1554. Passou a viajar constantemente por toda a Alemanha, despertando o ódio dos conservadores, que o criticaram com extrema virulência. Aurifaber, no entanto, manteve sua influência até a sua morte, que ocorreu repentinamente, na antecâmara do duque, em Königsberg, em 12 de dezembro de 1559.

## Obras
- Historia succini (1561), uma monografia sobre o âmbar, impresso como um apêndice para o 4.º livro do Consilia et epistolae Cratonis de seu parente, o botânico e médico Lorenz Scholz Rosenau.
- Annotationes in Phaemonis libellum de cura canum; Wittenberg, 1545